# Parlamento da Islândia
O Parlamento da Islândia (Alþingi Íslendinga, em islandês, transliterado como Althingi ou Althing) é o órgão que detém o poder legislativo na Islândia. Fundado em 930, na região de Þingvellir, é o parlamento nacional mais antigo da história da humanidade em atividade.

## História
O Alþingi foi estabelecido no ano de 930 como uma assembleia ao ar livre, situada em Kvosin, na Praça Domkirkja. Com sua formação, foi estabelecido o Estado Livre Islandês. As reuniões aconteciam em torno do Lögberg (islandês: "rocha da lei"), onde se sentava o legífero (lögsögumaður ou "relator da lei") para presidir a assembleia.
O Estado Livre existiu até 1262, quando a Islândia formou uma união com a Noruega. A organização do Alþingi mudou nesse período, mas continuou a acolher sessões até 1799, quando suas atividades foram suspensas por várias décadas. Voltou a ter sessões em 1844, quando foi mudado para a capital. O edifício que abriga atualmente a instituição é o mesmo desde 1881 e chama-se, Alþingihús (islandês: "casa do Alþingi").

## Sistema eleitoral
A constituição islandesa estabelece seis círculos eleitorais (kjördæmi), com a possibilidade de criar um sétimo. Cada uma destas divisões territoriais elege nove membros. Além destes 54 parlamentares, cada um dos grupos políticos recebe uma quantidade de lugares proporcional à percentagem obtida a nível nacional. Para poder recorrer a este círculo extra, o partido em causa deverá ter tido mais de 5% de todos os votos válidos no processo eleitoral.

## Contexto histórico

### Fundação: c. 930–1262
O Althing afirma ser o parlamento mais antigo do mundo. Seu estabelecimento como uma assembleia ao ar livre ou coisa realizada nas planícies de Þingvellir ('Campos de Coisa' ou 'Campos de Assembleia') por volta de 930, lançou as bases para uma existência nacional independente na Islândia. Para começar, o Althing era uma assembleia geral da Comunidade Islandesa , onde os líderes mais poderosos do país (goðar) se reuniam para decidir sobre legislação e administrar justiça . Todos os homens livres podiam comparecer às assembleias, que geralmente eram o principal evento social do ano e atraíam grandes multidões de fazendeiros e suas famílias, partes envolvidas em disputas legais, comerciantes, artesãos, contadores de histórias e viajantes. Aqueles que compareciam à assembleia viviam em acampamentos temporários (búðir) durante a sessão. O centro da reunião era o Lögberg , ou Rocha da Lei, um afloramento rochoso no qual o Orador da Lei (lögsögumaður) tomava seu assento como presidente da assembleia. Suas responsabilidades incluíam recitar em voz alta as leis em vigor na época. Era seu dever proclamar a lei processual do Althing para aqueles que compareciam à assembleia a cada ano.